# Decize
Decize är en kommun i departementet Nièvre i regionen Bourgogne-Franche-Comté i de centrala delarna av Frankrike. Kommunen ligger i kantonen Decize som tillhör arrondissementet Nevers. År 2022 hade Decize 5 025 invånare.

## Befolkningsutveckling
Antalet invånare i kommunen Decize
| Referens: INSEE |